# Nematoida
Nematoida je grupisanje životinja, koji su obuhvaćeni valjkasti crvi i Nematomorpha.